# Tropheops tropheops
Tropheops tropheops és una espècie de peix polimòrfic pertanyent a la família dels cíclids i al superordre dels acantopterigis.

## Morfologia
Fa 14 cm de llargària màxima. 7-8 fileres de dents transversals a la mandíbula inferior i 7-8 a la superior. 10-11 dents a la filera exterior de l'esquerra de la mandíbula inferior. Aleta dorsal amb 17 espines i 10 radios, pectorals amb 13-14 radis i anal amb 3 espines i 8 radis. 30-31 escates a la línia lateral. 4 fileres d'escates a les galtes. El cos presenta traces de franges tranversals fosques amb una sèrie de taques més fosques per sobre de la línia lateral i una altra al centre dels flancs. Presència d'un punt a l'opercle i d'un altre a la base de l'aleta caudal. Aleta dorsal amb una banda intramarginal negrosa. El mascle és de color porpra-marró a la part superior; té la cara, la part inferior de les galtes i de l'opercle, la regió gular i el pit de color groc; mostra l'aleta dorsal principalment de color groc amb una franja negra, i té una mica de blau als radis caudals i dorsals. La femella és de color marró clar amb les escates blavoses i franges verticals de color marró fosc.

## Reproducció
Fa postes de fins a 40 ous, els quals són ovoides. Els mascles reproductors són presents durant tot l'any i defensen els seus territoris contra els intrusos.

## Alimentació
Es nodreix d'algues del substrat, tot i que pot alimentar-se exclusivament de plàncton si n'hi ha en abundància. La seua posició típica per a menjar consisteix a col·locar el cos en un angle d'aproximadament 45° en relació amb el substrat horitzontal. El seu nivell tròfic és de 2.

## Hàbitat i distribució geogràfica
És un peix d'aigua dolça, demersal i de clima tropical (24 °C-26 °C; 13°S-15°S), el qual viu a l'Àfrica sud-oriental: és un endemisme dels hàbitats rocallosos i d'altres àrees lliures de sediments del sud del llac Malawi a Malawi. Ha estat introduït a Israel.

## Observacions
És inofensiu per als humans, el seu índex de vulnerabilitat és baix (10 de 100)., les seues principals amenaces són la sobrepesca i la seua distribució geogràfica tan restringida, i forma part del comerç internacional de peixos ornamentals.